# Dinkel (fiume)

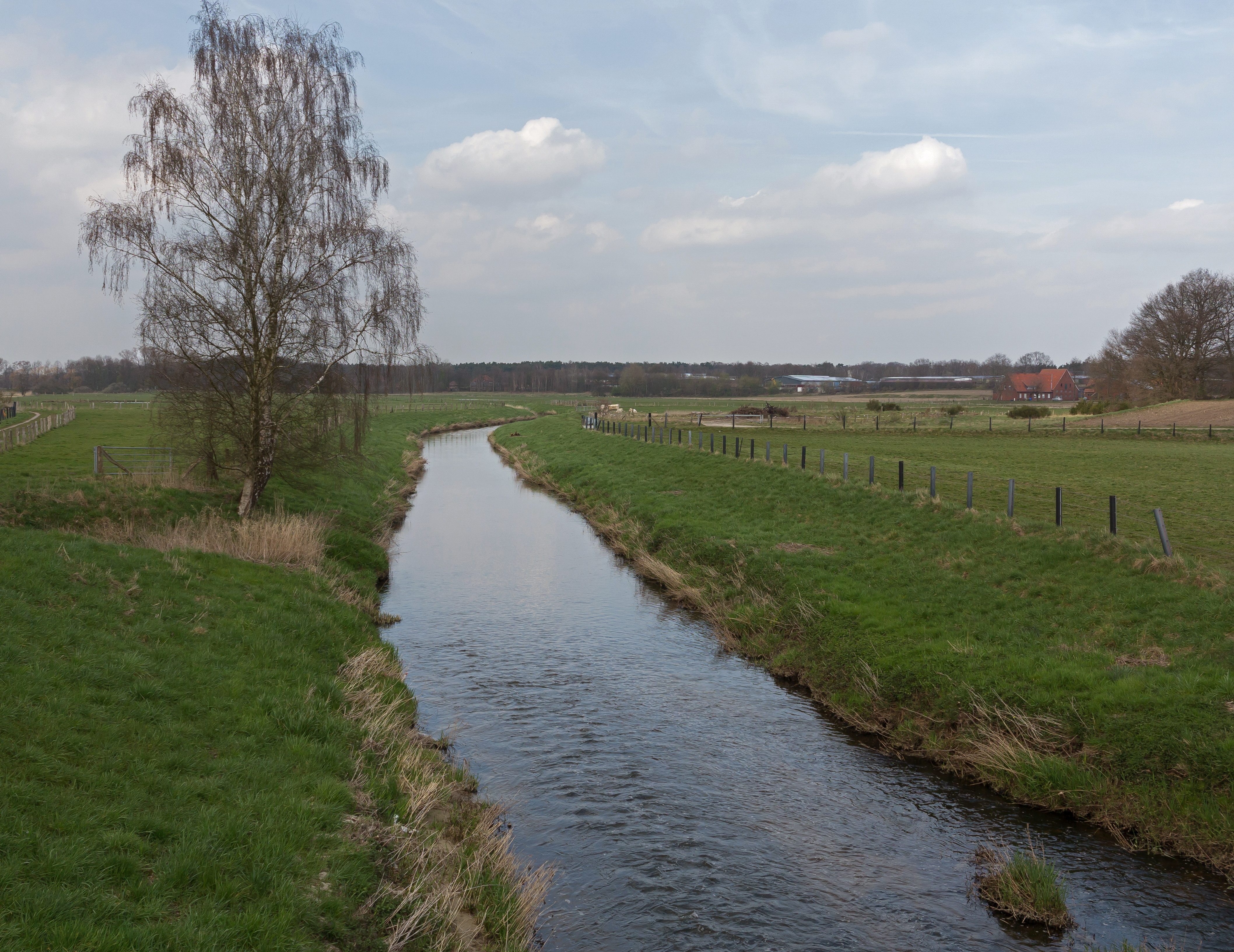
La Dinkel presso Heek

La Dinkel è un affluente della Vechte lungo 96 km che nasce e scorre Germania, poi nei Paesi Bassi e poi ancora in Germania. Non va confuso con il torrente omonimo nel Circondario di Vechta, da cui la città di Dinklage prende il nome.

## Geografia

### Corso
La Dinkel nasce nella Renania Settentrionale-Vestfalia, nel Münsterland,  Circondario di Coesfeld tra Ahaus e Coesfeld, nel comune di Rosendahl, frazione di Holtwick, 2 km a sud del centro cittadino. 
A un'altezza di circa 80 metri s.l.m. il fiume scorre inizialmente in direzione ovest-sudovest verso Gescher – dove per circa 3 km costituisce il confine di Rosendahl– come per  la A 31 e quindi parallela a questa in direzione nord verso Legden ed Heek. Dopo essere passata sotto l'autostrada raggiunge, in direzione pressoché nordovest, Gronau. Nella zona di Gronau fu più volte raddrizzato per il locale impianto tessile. 
Dietro a Gronau la Dinkel attraversa il confine con i Paesi Bassi, fluisce attraverso un'incantevole panorama nella zona dei comuni di Losser e Denekamp e raggiunge a nordest di Ootmarsum nuovamente il territorio tedesco, nella zona nordoccidentale del Circondario della Contea di Bentheim nella Bassa Sassonia. Nel confine settentrionale di Neuenhaus sfocia nella Vechte.

#### Tratti
La Dinkel è lunga circa 96,0 chilometri.
- Germania – 41 km nella Renania Settentrionale-Vestfalia
- Paesi Bassi – 46 km
- Germania – 9 km in Bassa Sassonia

### Bacino
Il bacino idrografico della Dinkel è una pianura di 650 km².

### Affluenti
- Goorbach
- Glane (Glanerbeek)
- Strothbach
- Rottbach
- Schwarzbach

e numerosi piccoli torrenti senza nome. 

### Località
- Rosendahl Germania
- Gescher Germania
- Legden Germania
- Heek Germania
- Epe Germania
- Gronau Germania
- Losser Paesi Bassi
- Denekamp Paesi Bassi
- Neuenhaus Germania

## Canali
Presso Denekamp incrocia il canale Nordhorn-Almelo in direzione Ovest-Est. Questo canale non è più utilizzato per la navigazione. Le sue rive sono utilizzate, soprattutto come luogo dei Paesi Bassi, quali ambienti naturali.